# ناحیه تایرن، شهرستان پری، پنسیلوانیا
تایرن، شهرستان پری، پنسیلوانیا (به انگلیسی: Tyrone Township, Perry County, Pennsylvania) یک منطقهٔ مسکونی در ایالات متحده آمریکا است که در Perry County واقع شده‌است.

## خصوصیات
تایرن ۹۲٫۶ کیلومترمربع مساحت و ۱٬۸۶۳ نفر جمعیت دارد.